# Casanova l'admirable
Casanova l'admirable est une biographie de Philippe Sollers publiée en 1998 aux éditions Plon sur la vie de Casanova.

## Présentation et contenu
En exergue, Philippe Sollers a placé cette citation de Casanova lui-même : 
« Rien ne pourra faire que je ne me sois amusé. »
Comme tous les personnages mythiques, Casanova, le vrai, l'homme du XVIIIe siècle, est très peu connu, seulement par quelques traits qui ont traversé les générations, comme « l'homme collectionneur de femmes » ou du fait de sa rocambolesque évasion de la prison des Plombs dans sa ville natale de Venise. 

Si Casanova est bien né à Venise, il est mort loin d'elle, à 73 ans, à Dux (aujourd'hui Duchkov), en Bohême. 

Ce que l'on appelle ses « Mémoires » s'intitule en fait Histoire de ma vie ; ils ont été écrits en français, langue “plus répandue que la mienne“ (Préface) et marque de la société européenne à laquelle il aspirait d’appartenir. Son œuvre, largement censurée, n'a été éditée dans sa totalité, sans coupures ou réécriture, qu'en 1993 chez Robert Laffont. 
Éditions
- Casanova l'admirable, éditions Plon, 1998 ; réédition Folio-Gallimard